# Monnina denticulata
Monnina denticulata là một loài thực vật có hoa trong họ Polygalaceae. Loài này được Ruiz & Pav. ex Chodat mô tả khoa học đầu tiên năm 1895.